# Нова Носовиця
Нова́ Носо́виця (до 23 вересня 2008 року — Носовиця) — село в Україні, у Тараканівській сільській громаді Дубенського району Рівненської області. Населення становить 219 осіб. З 2020 року входить до складу Тараканівської сільської громади.

## Географія
На східній стороні від села пролягає автошлях М19.

## Історія
7 (20) листопада 1917 року, відповідно до Третього Універсалу Української Центральної Ради, увійшло до складу Української Народної Республіки.
12 червня 2020 року, відповідно до розпорядження Кабінету Міністрів України № 722-р від «Про визначення адміністративних центрів та затвердження територій територіальних громад Рівненської області», увійшло до складу Тараканівської сільської громади.
19 липня 2020 року, в результаті адміністративно-територіальної реформи та ліквідації  Дубенського (1939—2020) району, село увійшло до складу новоутвореного Дубенського району.

## Населення

### Мова
Розподіл населення за рідною мовою за даними перепису 2001 року:
| Мова       | Кількість | Відсоток |
| ---------- | --------- | -------- |
| українська | 219       | 100%     |